# My Boy
My Boy – piosenka autorstwa Claude’a François, Jean-Pierre’a Bourtayre (muzyka), Phila Coultera i Billa Martina (tekst), która powstała w 1971 roku. Słowa do oryginalnej wersji utworu „Parce que je t’aime, mon enfant” (ponieważ cię kocham, moje dziecko) napisał Yves Dessca. Pierwotnie piosenkę z angielskim tekstem nagrał Richard Harris, którą wydano w grudniu 1971 roku. Trzy lata później wydany został singiel z nagraniem Elvisa Presleya.

## Wersja Presleya
Singiel z nagraniem Elvisa Presleya dotarł do 20 miejsca amerykańskiej listy przebojów Billboard Hot 100.